# 25 Cabot Square
25 Cabot Square é um edifício de escritórios com 17 andares ocupado por Morgan Stanley no Canary Wharf, desenvolvido em Londres, Inglaterra. A projeção do prédio é de Skidmore, Owings and Merrill e a construção foi concluída em 1991.